# Eddie McClintock
Edward "Eddie" Theodore  McClintock (nascido em 27 maio de 1967) é um ator americano que atuou e estrelou em inúmeros programas de televisão. Ele atualmente interpreta o papel do agente de Serviço Secreto Pete Lattimer na série da Syfy chamada Warehouse 13.

## Filmografia
| Ano  | Nome               | Personagens           | Notas          |
| ---- | ------------------ | --------------------- | -------------- |
| 1999 | Mumford            | Unsolved Mumford      |                |
| 2000 | Screenland Drive   | Clay                  |                |
| 2002 | Moving August      | August Loder          |                |
| 2002 | The Sweetest Thing | Michael               |                |
| 2002 | Full Frontal       | Second Fired Employee |                |
| 2009 | Pet Peeves         | Jack                  | Curta-metragem |
| 2011 | A Fish Story       | Eddie                 |                |

| Ano          | Nome                              | Personagens                 | Notas                                                        |
| ------------ | --------------------------------- | --------------------------- | ------------------------------------------------------------ |
| 1997         | Diagnosis: Murder                 | Young 'Manny' Tubbs         | Episódio: "A History of Murder"                              |
| 1997         | Ned & Stacey                      | Chazz Gordon                | 4 Episódios                                                  |
| 1998-1999    | Holding the Baby                  | Jimmy Stiles                | 13 Episódios                                                 |
| 1999         | Zoe, Duncan, Jack and Jane        | Vince                       | Episódio: "The Advice"                                       |
| 1999         | Felicity                          | Ryan Crane                  | Episódio: "Love and Marriage"                                |
| 1999-2000    | Stark Raving Mad                  | Jake Donovan                | 22 Episódios                                                 |
| 2000         | Sex and the City                  | Guy by Pool (Não-Creditado) | Episódio: "Escape from New York"                             |
| 2000         | Just Shoot Me!                    | Slam                        | Episódio: "The First Thanksgiving"                           |
| 2000         | Spin City                         | Robert                      | Episódio: "All the Wrong Moves"                              |
| 2001         | Say Uncle                         | Stu                         | Filme de TV                                                  |
| 2001         | Felicity                          | Ryan Crane                  | Episódio: "The Last Thanksgiving"                            |
| 2002         | B.S.                              | Steven Goldstein            | Filme de TV                                                  |
| 2002         | Glory Days                        | Leo Cochran                 | Episódio: "The Lost Girls"                                   |
| 2002         | Friends                           | Clifford 'Cliff' Burnett    | Episódio: "The One Where Rachel Has a Baby: Parts 1 & 2"     |
| 2002         | The King of Queens                | Eddie                       | Episódio: "Connect Four"                                     |
| 2003         | Miss Match                        | Colin                       | Episódio: "Miss Communication"                               |
| 2003         | A.U.S.A.                          | Owen Harper                 | 8 Episódios                                                  |
| 2003         | The Pitts                         | Keith                       | Episódio: "Miss American Pipe"                               |
| 2003         | See Jane Date                     | Kurt Batner                 | Filme de TV                                                  |
| 2003         | Less than Perfect                 | Jake Heberling              | Episódio: "Shampoo"                                          |
| 2003         | Picking Up & Dropping Off         | Charlie                     | Filme de TV                                                  |
| 2003         | Married to the Kellys             | Bob                         | Episódio: "Tom Makes a Friend"                               |
| 2004         | Married to the Kellys             | Bob                         | Episódio: "Double Dating"                                    |
| 2005         | House MD                          | Coach Stahl                 | Episódio: "Kids"                                             |
| 2005         | Confessions of an American Bride  | Ben Rosen                   | Filme de TV                                                  |
| 2005         | Monk                              | Warren Kemp                 | Episódio: "Mr. Monk Goes to the Office"                      |
| 2005         | Three Wise Guys                   | Joey                        | Filme de TV                                                  |
| 2006         | The Great Malones                 |                             | Episódio: "Piloto"                                           |
| 2006         | Crumbs                            | Jody Crumb / Jack Crumb     | 13 Episódios                                                 |
| 2006         | Desperate Housewives              | Frank Helm                  | 3 Episódios                                                  |
| 2006         | My Boys                           | Hank                        | 4 Episódios                                                  |
| 2006         | Big Day                           | Dr. Scott                   | Episódio: "Boobzilla"                                        |
| 2007         | Big Day                           | Dr. Scott                   | Episódio: "Magic Hour" Episódio: "Last Chance to Marry Jane" |
| 2007         | Bones                             | Special Agent Tim Sullivan  | 4 Episódios                                                  |
| 2007         | The Winner                        | Terry                       | Episódio: "Glen's New Friend"                                |
| 2007         | Shark                             | Tom Brandt                  | Episódio: "For Whom the Skel Rolls"                          |
| 2008         | Moonlight                         | Jason Abbott                | Episódio: "Click"                                            |
| 2009         | The New 20's                      | Nick                        | Curta-metregem                                               |
| 2009         | Roommates                         | David Schick                | Episódio: "The Tickets" Episódio: "The Old and the New"      |
| 2009-present | Warehouse 13                      | Pete Lattimer               | Personagem Principal                                         |
| 2010         | Better Off Ted                    | Billy                       | Episódio: "Mess of a Salesman"                               |
| 2010         | CSI: Crime Scene Investigation    | Finn Thomas                 | Episódio: "The Panty Sniffer"                                |
| 2010         | Suite 7                           | Michael                     | Episódio: "Good in Bed"                                      |
| 2011         | Fairly Legal                      | Bobby / Chef Bo             | Episódio: "Bo Me Once"                                       |
| 2011         | Warehouse 13: Of Monsters and Men | Pete Lattimer               | Série de TV                                                  |
| 2011         | Love Bites                        | Scott                       | Episódio: "Sky High"                                         |
| 2011         | Romantically Challenged           | Damon                       | Episódio: "Perry Dates His Assistant"                        |
| 2012         | Boogeyman                         | Michael Samuels             | Filme de TV                                                  |
| 2013         | The Mentalist                     | SFC Hawkins                 | Episódio: "Red, White and Blue"                              |
| 2013         | Malibu Country                    | Steve                       | Episódio: "All You Single Ladies"                            |

### Ligações Externas
- Eddie McClintock. no IMDb.